# Metalectra tristigma
Metalectra tristigma är en fjärilsart som beskrevs av Dyar 1914. Metalectra tristigma ingår i släktet Metalectra och familjen nattflyn. Inga underarter finns listade i Catalogue of Life.